# Belastingwet BES
De Belastingwet BES is een Nederlandse belastingwet die de heffing en invordering van de meeste rijksbelastingen in Caribisch Nederland regelt.
In Caribisch Nederland worden de volgende rijksbelastingen geheven:
- In de Belastingwet BES:
  - Vastgoedbelasting (hoofdstuk IV)
  - Opbrengstbelasting (hoofdstuk V); de opbrengstbelasting is een voorheffing van de inkomstenbelasting
  - Algemene bestedingsbelasting (hoofdstuk VI)
  - Overdrachtsbelasting (hoofdstuk VII)
  - Kansspelbelasting (hoofdstuk VIIa)
- In aparte wetten:
  - Inkomstenbelasting (Wet inkomstenbelasting BES); hoofdstuk II van de Belastingwet BES is hiervoor gereserveerd
  - Loonbelasting (Wet loonbelasting BES); de loonbelasting is een voorheffing van de inkomstenbelasting); hoofdstuk III van de Belastingwet BES is hiervoor gereserveerd

Bovengenoemde rijksbelastingen worden in deze wet aangeduid als ‘BES belastingen’.
De hoofdstukken II en III zijn momenteel  (2011) nog leeg, omdat de inkomstenbelasting voorlopig geregeld wordt in de genoemde aparte wetten. Het gaat hier om voormalige Antilliaanse landsverordeningen die omgezet en aangepast zijn tot Nederlandse wetten. Hoofdstuk VIIa is op een later moment aan het oorspronkelijke wetsvoorstel toegevoegd, nadat de Tweede Kamer een amendement aannam dat bepaalde dat de kansspelbelasting geen eilandbelasting moest blijven, maar een rijksbelasting moest worden.
Hoofdstuk VIII van de wet bevat algemene bepalingen inzake de heffing en invordering van de belastingen, zoals dat in het Europese deel van Nederland is vastgelegd in de Algemene wet inzake rijksbelastingen en de Invorderingswet 1990. De FinBES verklaart de bepalingen uit hoofdstuk VIII ook grotendeels van toepassing voor de heffing en invordering van de eilandbelastingen.
Er zijn enkele tariefverschillen tussen Bonaire enerzijds en Sint Eustatius en Saba anderzijds.